# Ricola

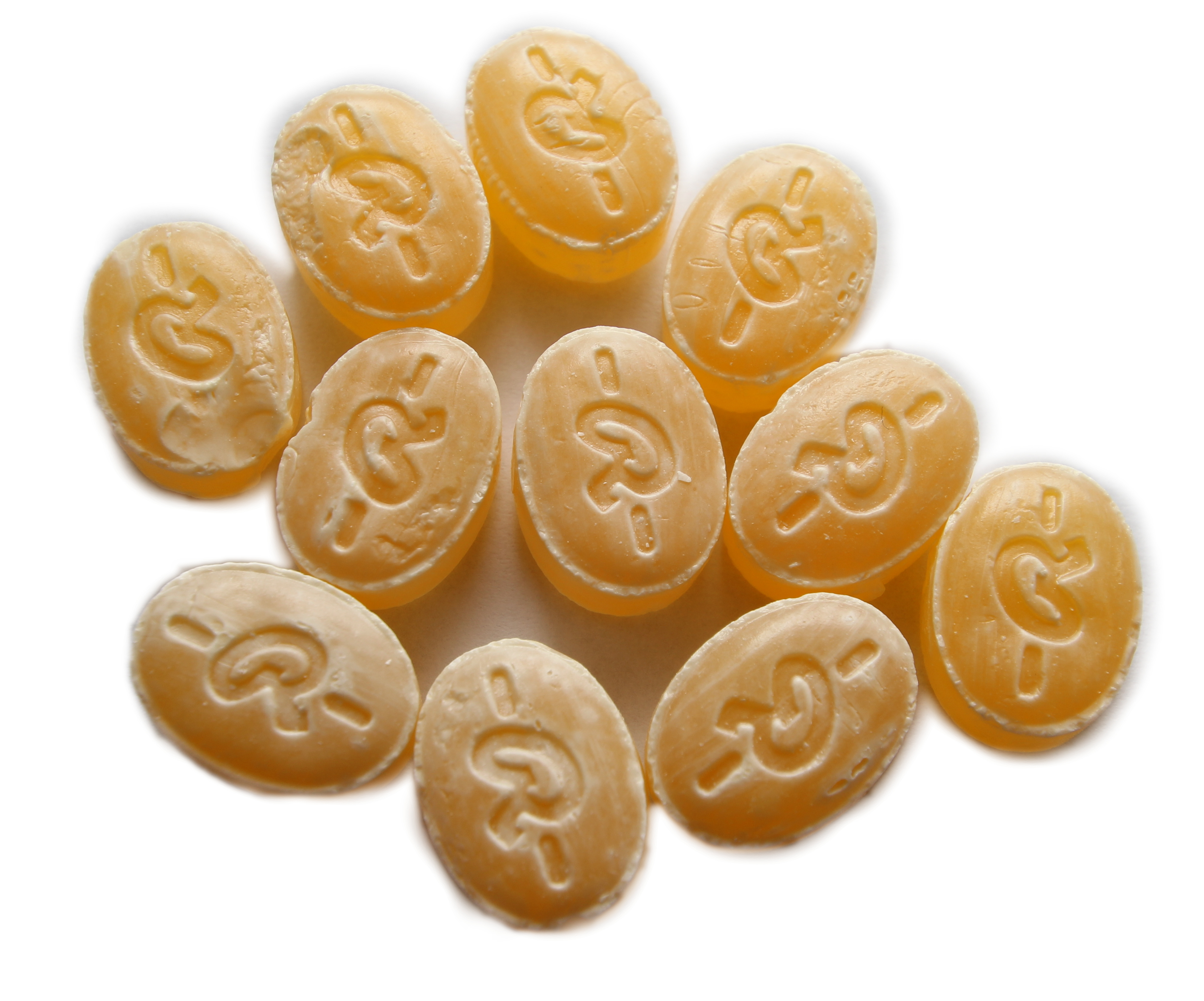
Dulce de limón

Ricola AG es una empresa suiza dedicada a la fabricación de caramelos e infusiones, usando principalmente hierbas naturales.

## Historia
La compañía la fundó Emil Wilhelm Richterich en 1930. En 2007, la dirigía Felix Richterich. El nombre de la compañía, Ricola, es el resultado de la abreviación de las palabras: Richterich & Compagnie Laufen. Las oficinas principales están situadas en la ciudad suiza de Laufen.

## Hierbas
A pesar de que el principal ingrediente sea el mentol, una parte importante de los productos Ricola están formados por una mezcla de hierbas, entre las que se cuentan las siguientes:
- Llantén
- Malva
- Malvavisco
- Marrubio
- Menta
- Milenrama
- Pie de león
- Pimpinella
- Primavera
- Salvia
- Saúco
- Tomillo
- Verónica